# Timoléon de Cossé-Brissac (1775-1848)
Pour les autres membres de la famille, voir Maison de Cossé-Brissac.
Augustin Marie Paul Pétronille Timoléon de Cossé, 9e duc de Brissac (13 janvier 1775 à Paris - 7 avril 1848 à Paris), est un militaire, préfet napoléonien et homme politique français des XVIIIe et XIXe siècles.

## Biographie
Fils du duc de Cossé, sénateur du Premier Empire, Timoléon de Cossé entre comme volontaire dans la garde constitutionnelle du Roi Louis XVI. Il est, comme son père, un moment arrêté en 1793. Libéré, il s'engagea dans les armées de la République, mais est réformé le 1er février 1796.
Un mois plus tard, il entre en possession du château de Brissac que lui a légué Louis Hercule Timoléon de Cossé-Brissac, duc de Brissac. Le château est ruiné par les guerres, la fortune fort délabrée. Le nouveau propriétaire construit le petit château[Quoi ?], transforme la demeure, s'intéresse au bourg de Brissac et au canton dont il devient conseiller général en l'an X (1802), et siège plusieurs années au conseil général de Maine-et-Loire.
En 1807, il préside le collège électoral du même département.
L'Empereur l'appelle le 13 avril 1809 aux fonctions de préfet de Marengo, le fait baron (9 septembre 1810), puis comte de l'Empire (20 février 1812) et chevalier de la Légion d'honneur.
Il passa de la préfecture de Marengo à celle de la Côte-d'Or (1er mai 1812), et ne quitte l'administration qu'à la chute de l'Empire, pour se rallier à la Restauration et entrer, le 4 juin 1814, à la Chambre des pairs.
Il intervint plus d'une fois dans les débats parlementaires, est membre d'un grand nombre de commissions, notamment de celles qui sont chargées de l'organisation municipale, des Ponts et Chaussées, de la liquidation de l'indemnité des émigrés, et fait quatre années de suite le rapport de la loi des finances.
Dans le procès du maréchal Ney, le duc de Cossé-Brissac vote pour la mort.
Successivement promu officier et commandeur de la Légion d'honneur, il reçoit le « cordon bleu » lors du sacre de Charles X, qui lui décerne plus tard le titre de ministre d'État.
Le duc de Cossé-Brissac se rallie à la monarchie de Juillet et continue de siéger à la Chambre haute jusqu'à sa mort.
Marié à Élisabeth Louise de Malide, puis à Rosalie de Bruc, il est le père de Timoléon de Cossé-Brissac (10e duc de Brissac) et d'Aimé de Cossé-Brissac.

## Titres
- Baron de Cossé-Brissac et de l'Empire (décret du 15 août 1810, lettres patentes du 9 septembre 1810 (Saint-Cloud)[1]) ;
- Comte de Cossé-Brissac et de l'Empire (lettres patentes du 20 février 1812, l'Elysée[1]) ;
- Institution de majorat attaché au titre de comte, accordée par lettres patentes du 20 février 1812, à l'Élysée[1]) ;
- Pair de France[2] :
  - Pair « à vie » par l'ordonnance du 4 juin 1814 ;
  - Duc et pair héréditaire (31 août 1817) ;
  - Comte-pair héréditaire (lettres patentes du 30 juin 1829) ;

## Distinctions
- Légion d'honneur[3] : 
  - Légionnaire (30 juin 1811), puis,
  - Officier (1er mai 1821), puis,
  - Commandeur de la Légion d'honneur (19 août 1823) ;
- Chevalier du Saint-Esprit (30 mai 1825).

## Armoiries
| Figure | Blasonnement |
|        | Armes du baron de Cossé-Brissac et de l'Empire Coupé au premier parti à dextre de sable au lion rampant d'argent lampassé de gueules, sénestre des barons préfets, au deuxième de sable à trois feuilles de scies d'or. - Livrées : les couleurs de l'écu.       |
|        | Armes du comte de Cossé-Brissac et de l'Empire Coupé au premier parti, à dextre des comtes préfets ; à senestre de sable au lion d'argent lampassé de gueules ; au deuxième de sable à trois feuilles de scies d'or en fasce. - Livrées : les couleurs de l'écu. |
|        | Armes du duc de Brissac, pair héréditaire De sable, à trois fasces d'or dentelées en partie basse., |